# Баптистичка црква у Београду
Баптистичка црква је црква која се налази у општини Звездара у Београду.

## Опште информације
Црква се налази у Улици Данке Савић 33, а првобитно се налазила у Александровој улици 264, а прва служба у њој одржана је 1930. године. Зграда ове цркве срушена је 31. јануара 1973. године у склопу реконструкције тадашњег Булевара краља Александра. Црква тада није добила решење о експропријацији, а после дуготрајног судског процеса добила је 1980. године добила је решење о експропријацији имовине.
У међувремену, црква је у децембру 1976. године купила кућу у Улици Слободанке Данке Савић 33, где се и данас налази. Прва служба у новом објекту одржана је на празник Духове, 1977. године.